# Гришко, Александра Петровна
Александра Петровна Гришко (Дудченко) (29 марта 1927, Чалбасы — ?) — советская деятельница, новатор сельскохозяйственного производства, звеньевая колхоза «Первое Мая» Скадовского района Херсонской области. Герой Социалистического Труда (1951).

## Биография
Родилась 29 марта 1927 года в селе Чалбасы в крестьянской семье. Окончила сельскую школу.
Трудовую деятельность начала колхозницей колхоза имени Первого мая («Первое Мая») села Виноградово Скадовского района Херсонщины. Потом — звеньевая колхоза «Первое Мая» села Виноградово Скадовского (позже — Цюрупинского) района Херсонской области. За получение высокого урожая хлопка в 1950 году на неполивных землях по 17,8 центнеров с гектара на площади 5 га и по 12,8 центнеров с гектара на площади 11 га ей было присвоено звание Героя Социалистического Труда.
Член КПСС с 1953 года. Депутат Верховного Совета УССР 3—4-го созывов.
Потом — на пенсии в селе Виноградово Цюрупинского района Херсонской области.

## Награды
- Медаль «Серп и Молот» (21.08.1951);
- орден Ленина (21.08.1951).